# Exosqueleto

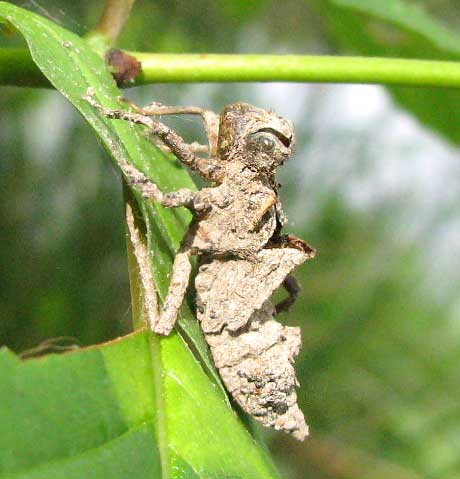
Um exoesqueleto descartado por uma libelinha ninfa.

Em zoologia, chama-se exoesqueleto (literalmente significa "externo/exterior") à cutícula resistente, mas flexível, que cobre o corpo de muitos animais e protistas, fornecendo proteção para os órgãos internos, suporte para os músculos e evita também a perda de água.
As asas e outros apêndices dos artrópodes são formadas por expansões do exoesqueleto. Apesar das vantagens, o exoesqueleto configura-se como fator limitante ao crescimento dos animais, que necessitam realizar a ecdise, o processo no qual o animal deixa o seu exoesqueleto para aumentar de tamanho.

## Exoesqueleto dos artrópodes
O caso mais geral é o dos artrópodes, de que fazem parte os insetos, crustáceos, aracnídeos, quilópodes e diplópodes, que possuem um exosqueleto segmentado, a cujos segmentos se fixam os membros. Nestes animais, o exosqueleto é  constituído por duas camadas:
- procutícula – a parte interna, composta de proteínas e quitina é a responsável pela rigidez do exosqueleto; e
- epicutícula – a camada externa, é um complexo de proteínas e lípidos e fornece protecção e impermeabilização à procutícula.

O exosqueleto dos segmentos tem a forma de escudos chamados esclerites, cujas porções laterais tomam o nome de pleurites. Os membros ou apêndices são também cobertos pelo mesmo material, mas são articulados, o que dá o nome à classe – Arthropoda significa “pés articulados”.
Para poderem crescer, estes organismos que têm de se desfazer do exosqueleto "apertado" e formar um novo, um processo designado muda ou ecdise. Por esta razão os metazoários que têm esta capacidade foram agrupados no grupo
Ecdysozoa.
A capacidade de mudar o exosqueleto é uma estratégia evolutiva com várias vantagens, principalmente para animais pequenos que vivem na água ou que voam. Em primeiro lugar, um exosqueleto não mineralizado é mais leve e exige menos energia a formar-se. Por outro lado, apesar de existirem muitos ecdisiozoários que não mudam de forma ao crescerem, a possibilidade de mudar a “pele” permite-lhes também mudarem de forma, as metamorfoses que permitem que o animal se adapte a novos ambientes.

## Exoesqueletos de outros animais
Outros animais, como os corais e outros organismos aquáticos (como os briozoários) segregam exosqueletos de calcário (carbonato de cálcio). Estes animais são sésseis e, portanto, não necessitam de um exosqueleto leve, mas sim dum que lhes permita resistir aos predadores.
As tartarugas possuem igualmente um exosqueleto dérmico. No entanto, outros répteis, como o crocodilo, e várias espécies de peixes, têm também o corpo coberto de placas dérmicas, mas que não constituem um exosqueleto, uma vez que não têm ligação com os músculos.